# Le Val-Saint-Éloi
Le Val-Saint-Éloi é uma comuna francesa na região administrativa de Borgonha-Franco-Condado, no departamento de Alto Sona. Estende-se por uma área de 7,06 km². Em 2010 a comuna tinha 101 habitantes (densidade: 14,3 hab./km²).